# 乾宏巳
乾 宏巳（いぬい ひろみ、1931年1月17日 -  ）は、日本の歴史学者。大阪教育大学名誉教授。専門は日本近世史（都市史）。東京都墨田区出身。
1956年、東京教育大学大学院文学研究科修士課程修了。東京都立高校教諭・大阪教育大学助教授を経て同大学教授。1996年退官。

## 著書

### 単著
- 『記録・都市生活史 なにわ大坂菊屋町』　（柳原出版、1977年）
- 『豪農経営の史的展開』　（雄山閣、1984年）
- 『江戸の職人―都市民衆史への志向』　（吉川弘文館、1996年）
- 『近世大坂の家・町・住民』　（清文堂出版、2002年）
- 『近世都市住民の研究』　（清文堂出版、2003年）
- 『水戸藩天保改革と豪農』　（清文堂出版、2006年）

| スタブアイコン | サブスタブ | この項目は、まだ閲覧者の調べものの参照としては役立たない、人物に関連した書きかけの項目です。この項目を加筆・訂正などしてくださる協力者を求めています（P:人物伝/PJ:人物伝）。 |